# Dematochroma
Dematochroma es un género de escarabajos de la familia Chrysomelidae. El género fue descrito científicamente por primera vez en 1864 por Baly.

## Algunas especies
El género incluye las siguientes especies:
- Dematochroma doiana Jolivet, Verma Y Mille, 2007
- Dematochroma foaensis Jolivet, Verma Y Mille, 2007
- Dematochroma fusca Jolivet, Verma Y Mille, 2007
- Dematochroma helleri Jolivet, Verma Y Mille, 2007
- Dematochroma pilosa Jolivet, Verma Y Mille, 2007